# Codex Bruce
Le Codex Bruce (ou Codex Brucianus) est un manuscrit copte acheté par l'explorateur James Bruce dans la région de Thèbes vers 1770. Conservé depuis 1843 à la bibliothèque Bodléienne, il contient deux écrits gnostiques : les Livres de Iéou et un traité dont le début et la fin sont manquant, appelé l'Anonyme de Bruce. 
Le codex est daté d'une période comprise entre le milieu du IVe siècle et celui du Ve siècle constitue l'une des premières et rares sources directes du gnosticisme jusqu'à la découverte de la Bibliothèque de Nag Hammadi en 1945, qui a quelque peu occulté ce document.

## Le manuscrit

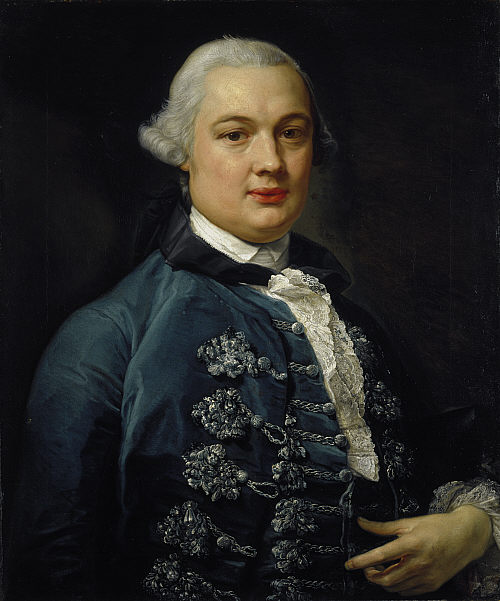
Portrait de James Bruce of Kinnaird, explorateur, Pompeo Batoni, 1762

Le codex est exhumé à proximité des ruines de Thèbes et le géographe et explorateur écossais James Bruce - qui ignore le copte - en fait l'acquisition dans la ville moderne en 1769 ou 1772. Le manuscrit est volumineux, rédigé recto-verso et compte à l'origine 78 folios non paginés d'un format de 29×17 cm, répartis entre 42 feuillets pour les Livres de Iéou et 34 feuillets pour l'Anonyme de Bruce. Il est à dater dans une période comprise entre le milieu du IVe siècle et celui du Ve siècle. 
À son arrivée en Europe, le manuscrit est fort dégradé : l'ordre original des folios a été perdu et certains d'entre eux sont mutilés, à une époque où la papyrologie en est à ses balbutiements. Bruce le confie à l'orientaliste Carl Gottfried Woide entre 1775 et 1776 afin que celui-ci en fasse une copie qui sera ultérieurement jointe au manuscrit original. Le manuscrit est mis deux fois infructueusement en vente aux enchères avant qu'il soit acquis en 1843 par la bibliothèque Bodléienne dans un lot de 96 manuscrits. Les conservateurs de la Boldeienne enchâssent les folios entre deux feuilles de papier calque et ces apprêts sont ensuite collés dans des cadres de carton qui sont reliés. Au cours de ces opérations, qui s’avèrent catastrophique pour l’état du manuscrit, sept folios sont perdus et, le travail n’étant pas supervisé par un spécialiste du copte, les folios positionnés en désordre voire placés à l’envers.     
Lorsque Charlotte Baynes consulte le manuscrit pour la traduction qu'elle en donne en 1933, elle témoigne de la dégradation de celui-ci qui est « rempli de trous ». Les autorités de la bibliothèque prennent des dispositions pour stopper la détérioration et produisent des négatifs sur verre de chaque folio, vers 1928 concernant l’Anonyme de Bruce, vers 1950 pour les Livres de Iéou. Aucune nouvelle intervention sur le codex n’a été réalisée depuis.

## La recherche

### Les précurseurs
Le premier à s'intéresser au texte est l'orientaliste Carl Gottfried Woide qui prépare alors un ouvrage sur le copte sahidique, ce qu'il l'incline à s'intéresser essentiellement à l'aspect linguistique des écrits et moins aux contenus dont il se dispense parfois de les recopier. Il en résulte de nos jours que des parties dégradées et non retranscrites sont a jamais perdues. Après la mort de Woide en 1790 plus personne ne s'intéresse au traité du codex Bruce jusqu'à ce que Moritz Gotthilf Schwartze (de), premier enseignant de langue et littérature coptes à l’Université de Berlin, recopie vers 1847 la version de Woid en la comparant avec la version originale, ce qui semble l'améliorer grandement. Mais on a perdu la trace de cette copie qui néanmoins semble avoir été utilisée pour une des traductions ultérieures, celle de Carl Schmidt.   
Entre temps, l'égyptologue Émile Amélineau, qui étudie le  gnosticisme égyptien, mène première étude d'importance sur les textes du codex Bruce à partir de 1881 et en publie un premier extrait dans son Essai sur le gnosticisme égyptien, ses développements et son origine égyptienne paru en 1887. En 1891, il publie édition du texte copte du codex Bruce accompagnée de sa traduction française, toutes deux annotées et y décèle deux textes gnostiques — un Livre des gnoses de l’Invisible divin et un Livre du grand Logos en chaque mystère — qu'il considère faire partie d'une même ouvrage qu'il attribue à « l'un maîtres du gnosticisme en Égypte ». Malheureusement, le travail d'Amelineau, pour précurseur qu'il soit, est rempli d’erreurs, d’imprécisions et autres spéculations à l'origine de nombreuses informations erronées qui circulent encore sur le codex de nos jours.   

### Carl Schmidt
La dernière étude importante en date est due au jeune théologien et égyptologue allemand Carl Schmidt qui - tandis qu'il a pu avoir accès tant à l'original qu'aux copies de Woide et de Schwartze - la publie un an après celle d’Amélineau, qu'il remet profondément en cause. Le premier, il réalise que le codex est composé de deux manuscrits distincts : il identifie le premier, composé de deux livres,  aux deux Livres de Iéou, dont parle la Pistis Sophia tandis qu'il rapproche le second, qui compte 31 feuillets et dont le début et la fin sont manquant, des apocalypses gnostiques mentionnées au chapitre XVI de la Vie de Plotin de Porphyre. Ainsi, la publication de Gnostische Schriften in koptischer Sprache aus dem Codex Brucianus  en 1892 renouvelle profondément les connaissances sur les traités du Codex Bruce.      
Une nouvelle édition critique et une traduction anglaise du second traité du manuscrit est établie en 1933 par Charlotte Baynes, puis une autre sous la plume de Violet Mac Dermot en 1978 dans le cadre de l'édition et de traduction des codices de Nag Hammadi par Coptic Gnostic Library, sans que ces éditions apportent de réelles nouveautés.      

### Regain d'intérêt
Le codex reste ensuite confiné à une relative indifférence de la recherche jusqu'à l'édition critique qu'en donne Michel Tardieu dans l'Introduction à la littérature gnostique qu'il publie avec Jean-Daniel Dubois en 1986, édition qui « a comme principale qualité de ramasser au même endroit, de manière claire et concise, l’essentiel des données matérielles et bibliographiques connues sur le codex Bruce, en plus de plaider pour que les chercheurs reviennent à ce texte ». Pour Tardieu les deux Livres de Iéou, qu'il date du début du IVe siècle, proviennent du même milieu que la Pistis Sophia et sont attribuables à un Grec d’Égypte qui ne relève d' « aucun des courants gnostiques décrits par l’hérésiologie » tandis que l'Anonyme de Bruce pourrait correspondre à l'Apocalypse de Messos évoqué par Porphyre.
En 2013, Éric Crégheur propose une thèse à l'Université de Laval qui constitue une nouvelle édition critique des Livres de Iéou et  connait une édition académique en 2018. Cette nouvelle étude revoit l'ordonnancement du texte des Livres de Iéou : ce qu’on considérait jusque-là comme un seul traité en deux parties s'avère êtres en fait constitué de trois ouvrages distincts, provenant probablement d’au moins trois manuscrits eux aussi différents : Les Livres du grand discours mystérique, Le Livre des connaissances du Dieu invisible ainsi qu'un Fragment sur le passage de l'âme.

## Contenu
Les traités sont rédigés en copte sahidique, probablement sur base d'originaux grecs. Les deux premiers d'entre eux se singularisent par différents éléments comme le papyrus, clair pour le Livres de Iéou et sombre pour l'Anonyme de Bruce dont l'écriture est une onciale droite quand celle du premier texte s'apparente à une cursive, témoignages que ces textes appartenaient originellement à deux codices différents. 
Les livres de la première partie, désormais connus comme les Livres de Iéou, constituent un dialogue entre Jésus ressuscité et ses disciples au cours duquel celui-ci explique la configuration des sphères célestes, composées d’« éons » et de « trésors » ainsi qu'il révèle les sceaux, chiffres secrets et formules que les âmes doivent connaître pour franchir ces mondes. Ces révélation sont accompagnées par plusieurs diagrammes et dessins qui illustrent les trésors et les sceaux dont les âmes doivent se marquer afin de surmonter les obstacles dressés par les « archontes », des puissances s'opposant aux remontées des âmes. Les âmes accèdent alors au lieu supérieur où elles peuvent rendre gloire au Dieu inaccessible. 
La seconde partie, dont le début et la fin font défaut, est connue comme l'Anonyme de Bruce ou Traité sans titre du codex Bruce. Il s'agit d'un traité relevant du gnosticisme séthien  — on lui reconnait une proximité avec des textes comme le Livre sacré du Grand Esprit invisible ou encore Zostrien — dont il constitue peut-être la dernière expression connue avec Marsanes (en). Il est constitué d'une compilation d'exégèses platoniciennes dans lequel « spéculation philosophique et doctrine gnostique se fondent harmonieusement ». Prolixe et déroutant, il développe une cosmologie sophistiquée où apparaissent le Seth gnostique ainsi que Jésus-Christ et où sont cités des passages de l'Ancien Testament.